# 東北歴史博物館
東北歴史博物館（とうほくれきしはくぶつかん）は、宮城県多賀城市にある宮城県立の歴史系博物館である。1974年開設の東北歴史資料館（とうほくれきししりょうかん）が発展的改組され移転整備した形で1999年に開設された。
東北歴史資料館の老朽化に伴い、東北・宮城の歴史に学び、優れた地域文化を伝承しながら、21世紀における文化創造を支援する拠点として移転整備された。建物は株式会社空間設計による設計。
総合展示室では旧石器時代から近現代までの東北地方全体の歴史を、時代別の9つのコーナーに分けて展示している。また詳細展示のコーナーを設け、東北地方の特徴をよく示す3つのテーマについて深く掘り下げた展示を行っている。

## 施設
- 本館1階
  - エントランスホール（総合案内）
  - 総合展示室
  - テーマ展示室
  - 映像展示室
  - 特別展示室
  - 研修室
  - 実習室
  - 大会議室
  - 救護室
  - レストラン
  - ミュージアムショップ
- 本館3階
  - こども歴史館
  - 図書情報室
  - 講堂
- 今野家住宅

1769年に建てられた肝煎の住宅。宮城県指定有形文化財。石巻市北上町橋浦から本館に隣接した土地に移築された。
- 水上舞台

## 沿革
- 1974年（昭和49年）8月 「東北歴史資料館」開館[2]
- 1999年（平成11年）
  - 3月31日 「東北歴史資料館」廃止
  - 4月1日 「東北歴史博物館」設置（宮城県東北歴史博物館管理規則）
  - 10月9日 「東北歴史博物館」開館

## 利用情報
- 開館時間
  - 9:30 - 17:00（展示室最終入場時刻16:30）
- 休館日
  - 毎週月曜日（祝日等を除く）
  - 年末年始（12月29日から1月4日まで）
  - この他に臨時休館日あり

## 交通アクセス
- JR東北本線・国府多賀城駅より徒歩1分
- JR仙石線・多賀城駅よりタクシー利用10分
- 三陸自動車道（仙台都市圏環状自動車専用道路）・多賀城ICより車5分
- 無料駐車場（普通車191台・大型バス10台）

## 周辺
- 特別史跡多賀城跡
  - 多賀城政庁跡（旧陸奥国国府）
  - 多賀城碑
  - 多賀城廃寺跡
  - 多賀城神社
- 多賀神社
- 陸奥総社宮
- 多賀城市立高崎中学校
- 多賀城市立城南小学校
- 多賀城中央公園中央公園サッカー場